# Shamrock IV
Shamrock IV est un voilier de course lancé en 1914 ayant appartenu à Sir Thomas Lipton et conçu par Charles Ernest Nicholson pour la Coupe de l'America.

## Caractéristiques
Il fut lancé en mai 1914. Ce fut un des premiers à adopter un tableau arrière plat, dessin original à cette époque et destiné à utiliser les subtilités de la jauge et un beaupré relativement court. Sa construction mélangeait un triple bordé bois (deux couches diagonales et une longitudinale) sur membrures métalliques (mixtes acier et aluminium). Sa surface de voile était nettement supérieure à celle des defenders (971 m2 pour 815 m2 à Resolute).

## Historique

Guidon du RUYC

Ce fut l'avant-dernier défi de Lipton sous la bannière du Royal Ulster Yacht Club et le premier élaboré sur la base de la Jauge universelle qui définissait les nouvelles règles de course de la Coupe de l'America. Construit pour reprendre la coupe aux américains, il en fut le challenger malchanceux de 1920. 
Du fait du déclenchement de la Première Guerre mondiale, l'édition initialement prévue pour 1914 fut repoussée à cette date et Shamrock IV attendit ainsi six ans dans une cale sèche du port de New York (Erie Basin Dry Dock).
Remis à l'eau, il reçut quelques ajustements à sa construction, juste avant que les courses soient organisées. Malgré un rating défavorable, Shamrock IV, skippé par William P. Burton, prit les deux premières courses sur Resolute, et s'approcha plus près de la reconquête de la coupe que n'importe quel autre challenger avant lui. 
Favorisé par le temps compensé, Resolute mit cependant fin aux rêves de l'ancien monde en remportant ensuite les trois dernières courses (3-2).
Il fut démoli en 1932.
Son successeur, Shamrock V, construit pour le défi de 1929 sur la nouvelle base des classe J ne fut pas non plus vainqueur (4-0), même si, cette fois, les voiliers furent tous alignés avec le même rating.